# Malta International Contemporary Art Space
Dit overzicht is mogelijk incompleet; u kunt helpen door het uit te breiden.
Malta International Contemporary Art Space of MICAS is een museum in het Maltese Floriana in Valletta. Het museum voor moderne kunst werd geopend in oktober 2024 en werd ontworpen door architect Carlo Terpolilli van het Italiaanse Ipostudio. Het is een combinatie van de 17de-eeuwse versterkingen van Floriana en moderne architectuur. Het museum opende met een tentoonstelling met werken van Joana Vasconcelos.